# Jitka Šuranská
Jitka Šuranská (2. srpna 1978 Kudlovice – 28. října 2019 Bělov) byla česká zpěvačka a houslistka. Pocházela z Kudlovic na Slovácku a ve své hudbě čerpala z moravského folkloru.
Hru na housle studovala na základní umělecké škole v Uherském Hradišti a na konzervatoři v Brně. Deset let hrála v Cimbálové muzice Stanislava Gabriela, poté od roku 2004 tvořila duo s Jiřím Plockem. V roce 2012 začala vystupovat sólově, rok poté vydala první sólové album Nězachoď slunečko. Spolupracovala se skupinou Pacora, v projektu MDŽ s podtitulem „Muzikantky, Dámy, Ženy“ vystupovala s Lucií Redlovou a Beatou Bocek. Od roku 2014 vystupovala s Martinem Krajíčkem (mandolína) a Marianem Friedlem (kontrabas, cimbál, flétny) pod názvem Jitka Šuranská Trio. Spolupracovala s Ženským sborem z Kudlovic. V roce 2018 vytvořila také hudební duo s Petrem Uvirou, kytaristou skupiny Ladě. Hrála také klasickou hudbu, byla členkou Filharmonie Bohuslava Martinů. Účinkovala ve hře Jánošík Revisited v Mahenově divadle v Brně.

## Ocenění
- Anděl za album Písňobraní v kategorii world music
- Anděl za album Nězachoď slunečko v kategorii world music
- Anděl za album Beránci a vlci, na kterém se podílela, v kategorii folk
- nominace na Anděla za album Nězachoď slunečko v kategorii folk & country
- nominace na Anděla za album Divé husy v kategorii world music

## Diskografie
- Plocek a Šuranská
  - Písňobraní, 2005
- sólové album
  - Nězachoď slunečko, 2013
- Jitka Šuranská & Lovász Irén & Michal Elia Kamal
  - Tři hlasy, 2015
- Jitka Šuranská Trio
  - Divé husy, 2016
  - Beránci a vlci, 2017 (účast na projektu spolu s dalšími uskupeními)